# Ellen Ternan
Vous lisez un « article de qualité » labellisé en 2012.  Il fait partie d'un « thème de qualité ».
Ellen Lawless Ternan (/'ɛlən 'lɔːlɪs 'tɜːnən/ ), aussi appelée Nelly Ternan ou Nelly Robinson (Ellen Robinson est son nom de mariage), née le 3 mars 1839 à Rochester, Kent,, et morte le 25 avril 1914 à Fulham, est une actrice britannique que sa liaison avec le romancier Charles Dickens fait connaître du monde entier lorsque sont révélés la réalité et les détails de l'affaire qui a provoqué la séparation de Dickens d'avec sa femme Catherine Hogarth Dickens.
Encore très jeune alors qu'elle se lie à Dickens, sa vie change complètement après leur rencontre ; elle existe désormais dans l'ombre de son prestigieux amant qui entend garder leurs relations secrètes. Elle fait d'assez nombreux voyages avec lui et fréquente beaucoup ses sœurs, particulièrement celle qui réside en Italie.
Si Dickens a d'abord pris sa carrière en main, elle a très vite quitté définitivement la scène en 1860 et a alors vécu plus ou moins clandestinement jusqu'à la mort du romancier en 1870. Quelques années plus tard, elle s'est mariée, sans rien révéler de son passé et après s'être rajeunie d'au moins dix ans, avec un diplômé de l'université de Cambridge, le révérend George Wharton Robinson, M. A., qu'elle a rencontré six ans plus tôt, et exerçant en collaboration avec son époux la profession de maîtresse d'école à Margate, elle a eu deux enfants. Le couple Robinson s'est ensuite retiré à Southsea, et Ellen, après la mort de son mari, est restée en cette ville où elle a mené la vie discrète d'une dame de province.
Ce n'est qu'après sa mort en 1914 que ses enfants ont pris connaissance du passé de leur mère, dont ils ignoraient tout. Si Gladys, la fille cadette d'Ellen, s'est montrée plutôt indulgente, Geoffrey, son fils devenu militaire de carrière, en a conçu un vif ressentiment et n'a plus jamais voulu évoquer son souvenir.
La critique ne s'est pas montrée indulgente envers Ellen Ternan, du moins jusqu'en 1917 où ont été connus les détails de sa liaison avec Dickens, lorsque la fille de ce dernier, Kate Perugini (Katey), s'est confiée à Gladys Storey qui préparait un livre. Différents chercheurs, surtout à partir de 1980, ont ensuite exploité les documents laissés par Gladys Storey après son décès et remis au Musée Charles Dickens de Londres. Claire Tomalin, en particulier, a alors brossé un portrait beaucoup plus positif d'Ellen Ternan, puis Michael Slater, tout comme Lilian Nayder ont confirmé les récentes conclusions qui font de la maîtresse de Dickens une muse vive, intelligente et agréable, puis une épouse dévouée à sa famille et s'intéressant à la vie de sa ville où elle a laissé un excellent souvenir.

## L'enfance

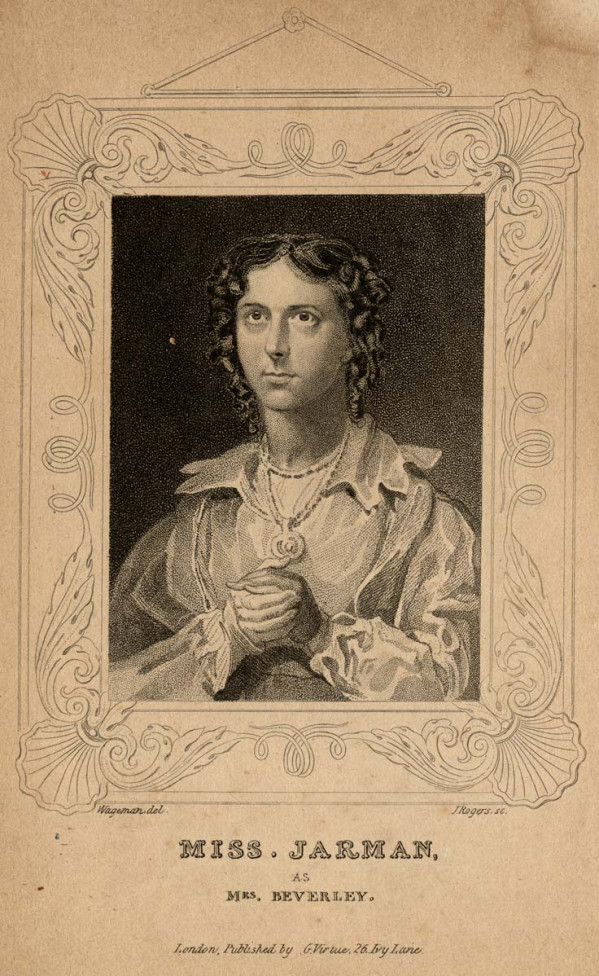
Frances Jarman, la mère d'Ellen, dans le rôle de Mrs Beverley, The Gamester (Edward Moore).

Née chez son oncle William Ternan au 11 Upper Clarence Place, Maidstone Road, Rochester, Kent,, Ellen Lawless, Ternan est la troisième d'une fratrie de quatre enfants, dont l'un, un garçon, est mort en bas âge et une sœur, Frances Eleanor, dite Fanny, est plus tard l'épouse du frère cadet du romancier Anthony Trollope, Thomas Adolphus Trollope, l'autre sœur, Maria Susanna, après son mariage avec un habitant d'Oxford, devenant Mrs William Rowland Taylor.
La famille Ternan est liée au théâtre : la grand-mère maternelle a été actrice et les parents sont eux-mêmes des acteurs relativement bien cotés ; la mère d'Ellen, Frances Jarman, se retrouve assez souvent à l'affiche, notamment dans The Gamester (Le Joueur), le drame bourgeois d'Edward Moore (1712-1757), dont elle est la vedette dès 1827 dans le rôle de Mrs Beverley,. Particulièrement réputée à Newcastle, Édimbourg et Dublin, elle s'est même produite sur une scène londonienne dans des rôles shakespeariens, Portia du Marchand de Venise et Juliet de Roméo et Juliette, en compagnie du célèbre Edmund Kean (1787-1833) et auprès de Charles Kemble  (1775-1854), autre célébrité de la scène.

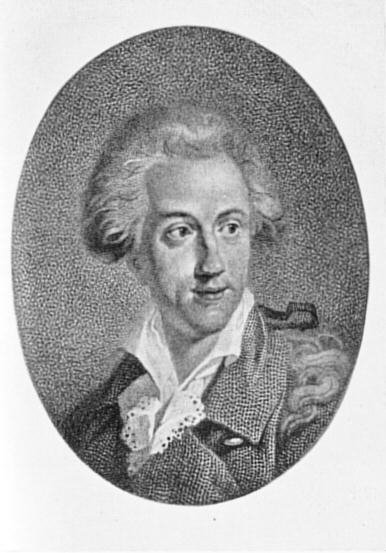
Kotzebue qu'Ellen interprète à ses tout débuts.

Ellen, quant à elle, fait ses débuts à Sheffield le 15 novembre 1842, alors qu'elle n'a que trois ans, dans un mélodrame allemand d'August von Kotzebue, Menschenhass und Reue (1789), traduit et connu en Grande-Bretagne sous le nom de The Stranger (« L'Étranger »). Présentée comme une enfant-phénomène, elle est pourtant tenue pour la moins douée des trois sœurs, mais elle contribue à la survie de la famille en jouant régulièrement, par exemple à York en mai 1845, et à Newcastle en mars 1849.
Un drame est survenu dans cette famille à la fin de 1844, alors qu'Ellen n'a que cinq ans : à Newcastle upon Tyne où la famille est de retour pour Noël, son père s'effondre à la suite d'une rixe pendant laquelle il tente d'expulser des perturbateurs, puis subit une violente dépression et, au bout de quelques semaines, est enfermé à l'asile de Bethnal Green dans l'East End de Londres, où il meurt, apparemment de suicide, deux ans plus tard en octobre 1846,,.
Dès lors, les quatre femmes ne peuvent compter que sur leur talent pour survivre, ce qu'elles réussissent tant bien que mal, à une époque où, à moins qu'on n'accède à une grande renommée, les cachets restent modestes et surtout, la société juge les actrices à peine mieux qu'elle ne le fait des prostituées. Ellen et sa sœur Maria en font d'ailleurs l'expérience en octobre 1858 après leur rencontre avec Dickens, lorsqu'un policier les arrête près de leur théâtre et entend les poursuivre pour prostitution : il faut la furieuse intervention de leur protecteur auprès de Scotland Yard pour les tirer de ce mauvais pas. Aussi, l'ambition de Fanny est-elle de devenir chanteuse et de quitter les planches. Une maison est louée en 1850 à Islington, au nord de Londres, et Ellen se produit, notamment au théâtre Haymarket de Buckstone en juillet 1857, dans une farce intitulée Atlanta, où, en tant que girl-as-boy (rôle de garçon [breeches part] joué par une fille) elle doit incarner Hippomenes, danser et chanter pour environ 4 livres par semaine, excellent salaire en ce milieu de siècle, alors qu'un ouvrier gagne environ 50 livres annuellement.
Tout change au début de 1857 lorsque la famille Ternan, établie définitivement à Londres depuis 1855, rencontre l'un des hommes les plus célèbres de son temps, Charles Dickens, journaliste, éditorialiste et auteur de romans jouissant d'une immense popularité en Grande-Bretagne comme en Irlande et en Amérique, directeur et rédacteur d'une revue littéraire des plus cotées, Household Words, qu'il vient lui-même de créer. C'est aussi un homme marié (depuis vingt-deux ans avec Catherine Hogarth) et père de dix enfants, qui partage son temps entre sa maison familiale de Londres, bientôt son bureau-garçonnière du 26 Wellington Street dans Covent Garden,, à l'étage de ses bureaux de All the Year Round, et sa propriété de Gad's Hill Place dans le Kent.

## La rencontre avec Dickens

### Au théâtre du Haymarket de Londres
C'est le 13 avril 1857, alors qu'elle vient d'avoir dix-huit ans, qu'Ellen est remarquée par Dickens lors de l'une des représentations d'Atlanta au théâtre du Haymarket à Londres,. L'impression est forte au point qu'en décembre, il s'ouvre à son amie Mrs Watson du trouble qui l'a envahi : 
| « I wish I had been born in the Days of Ogres and Dragon-guarded Castles. I wish an Ogre with seven heads (and no particular evidence of brains in the whole lot of them) had taken the Princess whom I adore - you have no idea how intensely I love her! - to his stronghold on the top of a high series of mountains, and there tied her up by the hair. Nothing would suit me half so well this day, as climbing after her, sword in the hand, and either winning her or being killed. There´s a state of mind for you in 1857. » | « Comme j'eusse préféré être né au temps des châteaux que gardaient ogres et dragons. Ô que j'eusse aimé qu'un ogre à sept têtes (sans signe particulier de cerveau en aucune d'entre elles) se fût saisi de la princesse que j'adore ! – Vous ne sauriez imaginer à quel point je l'aime ! – Il l'eût enchaînée par les cheveux dans sa forteresse au sommet d'une interminable chaîne de montagnes ; et rien ne me siérait mieux aujourd'hui que d'en faire l'ascension à sa poursuite, épée à la main, et gagner son cœur ou mourir. Tel je vous livre mon état d'esprit en cette année 1857. » |

### Le triomphe de Manchester

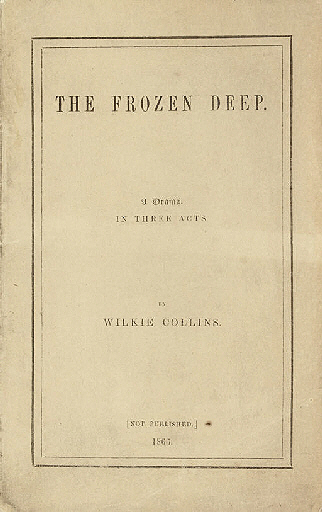
Couverture de The Frozen Deep, la pièce de Wilkie Collins.

L'année suivante, en 1858, le célèbre acteur William Macready lui ayant recommandé la famille Ternan, il recrute, la mère et deux de ses filles, Maria et Ellen, pour interpréter, lors d'une série de représentations caritatives, données au tout nouveau Free Trade Hall de Manchester, une pièce de Wilkie Collins, The Frozen Deep (« Les Abîmes gelés »), avec un « splendide décor de scènes arctiques dû à Clarkson Stanfield, R. A. » inspirée par la désastreuse expédition de 1845 entreprise par Sir John Franklin pour découvrir un passage nord-ouest vers le pôle Nord. Il y a collaboré et y tient lui-même le premier rôle, celui de Richard Wardour,. Il a confié les plus importants personnages féminins à Mrs Ternan et à Maria, tandis qu'Ellen incarne le rôle plus secondaire de Lucy Crayford,, la jeune épouse d'un lieutenant qui fait partie du voyage. Mrs Ternan a déjà cinquante-cinq ans et songe à quitter la scène, mais les trois femmes se trouvent fort flattées d'avoir été choisies par le grand homme, d'autant que la pièce est un beau succès, donnée trois soirs de suite avec relâche avant la dernière représentation, les 21, 22 et 24 août 1858, la deuxième séance ayant attiré plus de 3 000 spectateurs. La performance de Dickens impressionne la jeune Ellen, est-il rapporté, au point que, lorsque meurt Richard Wardour, le personnage qu'il interprète, « ses larmes ruissellent sur sa barbe et ses vêtements » (« Ellen was so impressed by the scene in which Dickens died that her tears fell on his beard and his clothes »),. Dickens murmure alors : « Ma chère enfant, ce sera fini dans deux minutes. Je vous en prie, remettez-vous », à quoi Ellen répond : « Que cela se termine bientôt ne me réconforte pas. Oh, quelle tristesse, quelle affreuse tristesse. Ne mourez-pas ! Accordez-moi du temps, encore un peu de temps. Je vous en supplie, ne me congédiez pas de cette horrible façon ! » (« My dear child, il will be over in two minutes. Pray, compose yourself — It's no comfort to me that it will soon be over. Oh! It's so sad, it is so dreadfully sad. Oh, don't die! Give me time, give me a little time. Don't take leave of me in this terrible way — pray, pray pray! »). En outre, la soirée se termine par une farce de Buckstone intitulée Uncle John où  Ellen joue le rôle de l'ingénue et elle sert de partenaire à Dickens. Dès lors, Ellen, dix-huit ans, chevelure blonde tombant en anglaises, « prend possession de son esprit » (« takes possession of his mind »).
Ces représentations, en effet, exaspérant le sentiment né en 1857, vont avoir bien des répercussions dans la vie et même dans l'œuvre de Dickens. Dickens a raconté comment cette expérience lui a donné l'idée de The Tale of Two Cities, et comment le rôle qu'il y a tenu, celui de Richard Wardour, l'a influencé pour son héros toujours prompt au sacrifice, Sydney Carton. Certes, Ellen Ternan n'y jouait qu'un personnage secondaire, mais sa présence se fait elle aussi sentir dans l'élaboration du nouveau roman : le personnage de Lucie Manette, est-il en particulier admis, doit son nom et son aspect physique à la jeune actrice.

### L'entichement de Dickens

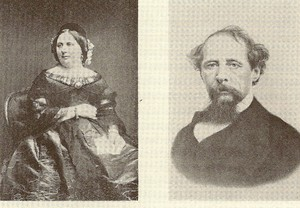
Catherine et Charles Dickens en 1858.

Bref, Dickens est subjugué par la beauté et le tempérament de la jeune fille, apparemment ingénue,, du même âge que sa fille Katey, décrite à l'époque comme : « un joli minois et une silhouette épanouie — ou : plutôt jolie mais pas très bonne actrice » (« a pretty face and well-developed figure—or passably pretty and not much of an actress »). Dans une lettre à un ami non identifié, il confie : « Ma détresse domestique pèse si lourd sur moi que je ne peux écrire, ni, lorsque je suis éveillé, trouver le repos, ne serait-ce qu'une minute. Je n'ai pas connu un seul moment de satisfaction ou de paix depuis la dernière de The Frozen Deep » (« The domestic unhappiness remains so strong upon me that I can’t write, and (waking) can’t rest, one minute. I have never known a moment’s peace or content, since the last night of The Frozen Deep »).
Désormais, il ne l'oublie plus, lui confie l'interprétation de certaines de ses œuvres et dirige sa carrière, lui trouvant des contrats au Haymarket après l'avoir recommandée à John Baldwin Buckstone (1802–1879), locataire (lessee) du théâtre de 1853 à 1867, et dans diverses villes, dont Doncaster où la famille Ternan déménage pour la saison et où il la suit avec Wilkie Collins, sous le prétexte d'assister aux courses, et de travailler in situ à l'ouvrage The Lazy Tour of Two Idle Apprentices qu'il projette avec son comparse, puis Manchester, où la famille s'installe pendant quelques mois, pendant l'été de 1858. En 1858, il a quarante-six ans et elle tout juste dix-neuf, et il s'attache passionnément à elle, tout en niant publiquement ce sentiment. À cette époque, et les choses n'iront qu'en empirant, il est depuis longtemps déçu par son mariage avec Catherine Hogarth, qui, dit-il en privé, non seulement a beaucoup trop grossi et manque d'allant pour les activités domestiques (c'est lui qui fait les courses et sa belle-sœur Georgina a pris la maisonnée en charge depuis 1842), y compris l'éducation de ses enfants, mais s'avère en outre incapable de converser intelligemment, que ce soit à la maison ou en société,.
Ellen, en revanche, est vive, charmante, et, ce qui enchante Dickens, se plaît en ville et aime à suivre les événements politiques, artistiques et littéraires de son temps.

### L'affaire du bracelet

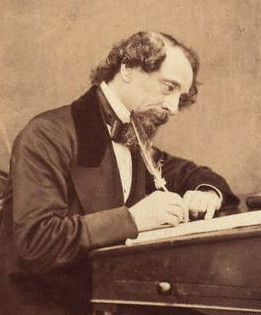
Dickens en 1858.

Mrs Dickens a rencontré la famille Ternan et n'a pas une bonne opinion de ces femmes ; elle trouve la mère « intrigante » et les filles « trop familières ». Comme l'écrit A. N. Wilson, « le degré de cette familiarité, la pauvre Catherine Dickens allait le découvrir quelques semaines plus tard » (« how familiar, poor Catherine Dickens would discover a few weeks later »). A. N. Wilson fait allusion ici aux représentations théâtrales de Manchester, mais en réalité, la séparation du couple des Dickens est précipitée en 1858 par une erreur commise par un bijoutier londonien.
Convaincu, en effet, qu'un bracelet en or acheté par Dickens est destiné à son épouse, il l'expédie à son domicile ; Mrs Dickens ouvre le paquet et y trouve la carte que son mari a écrite pour Ellen. Une violente discussion s'ensuit au cours de laquelle Mrs Dickens reproche à son mari d'avoir une liaison avec la jeune actrice, alors même qu'il prétend que le cadeau n'a rien que de très normal, puisqu'il a l'habitude de récompenser ainsi ses meilleures interprètes, accusant même sa femme de colporter « une calomnie abominable » (« abominably false ») et l'obligeant à présenter ses excuses aux dames Ternan, ce dont leur fille Kate tâche en vain de la dissuader. « Je la tiens pour innocente et pure, gronde-t-il, et aussi bonne que mes chères filles » (« I know her to be innocent and pure, and as good as my own dear daughters »).
Dès lors, les relations du couple ne font qu'empirer, Dickens allant jusqu'à faire isoler son dressing-room de la chambre conjugale où sa femme reste seule, et Mrs Dickens, qui, semble-t-il, trouve une certaine consolation à courtiser la bouteille, est bientôt contrainte à quitter le domicile familial. Désormais, Dickens se laisse aller pleinement à son engouement pour sa jeune protégée, et au cours des douze années qui lui restent à vivre, lui consacre au moins trois nuits chaque semaine. Un témoin, Francisco Berger, le musicien chargé des arrangements musicaux pour The Frozen Deep, la pièce de Wilkie Collins qui a tout précipité, raconte qu'il rencontre parfois le romancier chez les Ternan, occupé à jouer aux cartes et à chanter des duos avec Nelly. Le jour de ses vingt-et-un ans, la jeune actrice se voit offrir une maison à Ampthill Square, dans le nord-ouest de Londres. Elle voyage avec lui, à Paris lors d'une visite officielle, et généralement en France où elle passe beaucoup de temps,.

## La vie avec Dickens

### Le théâtre et les séjours en Italie

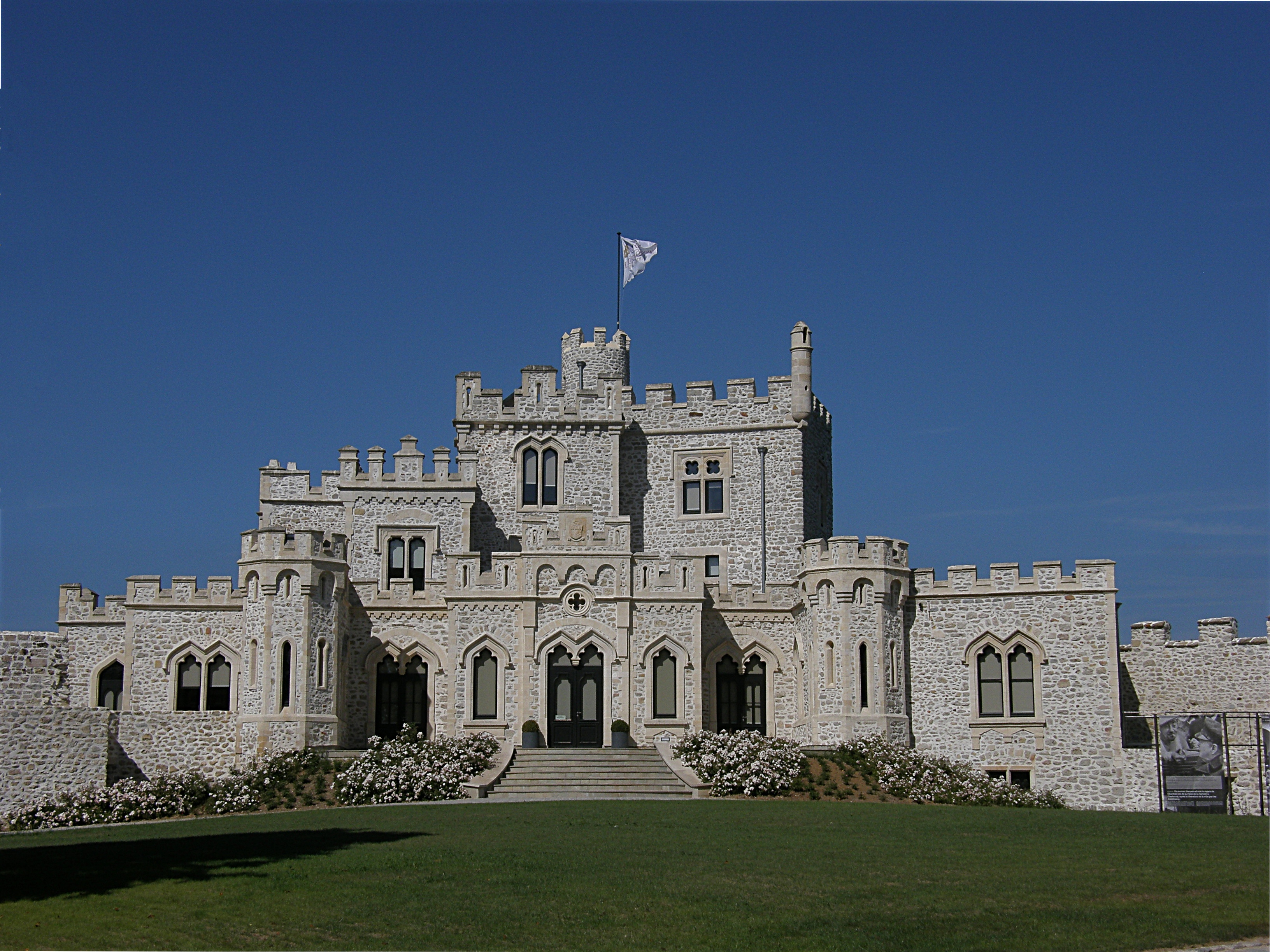
Le château d'Hardelot, près duquel résident souvent Ellen et Dickens.

Dickens, en effet, loge désormais sa protégée et sa famille. En France, elle réside souvent à Condette, au sud de Boulogne et à quelques kilomètres de la mer, comme le confirment les études de Claire Tomalin, où le romancier la rejoint fréquemment. Il a été noté qu'à partir de 1860, en effet, il traverse régulièrement la Manche, et qu'entre 1861 et 1863, il n'est occupé à aucun roman d'envergure ni ne donne de nombreuses lectures publiques de ses œuvres comme à son accoutumée. La présence du couple en France est avérée en juin 1865 lors de l'accident de chemin de fer de Staplehurst, puisque le train qui déraille revient du continent.
Lorsqu'elle ne joue pas au théâtre, et elle a arrêté sa carrière le 10 août 1859 au Haymarket, puis définitivement en 1860, Ellen passe beaucoup de temps auprès de ses sœurs Maria et Fanny qui se sont mariées.
Maria s'est mariée la première. Elle a épousé le 9 juin 1863 le fils d'un riche brasseur d'Oxford, William Rowland Taylor, mais cette union n'est pas heureuse : Maria se déplaît à Oxford et, après la mort de sa mère alors qu'elle a atteint sa quarantième année, elle s'éloigne de son mari, s'inscrit à l'école des Beaux-Arts « Slade » (Slade School of Fine Art), institution renommée de Londres, où elle suit un cycle de cours complet, et va le plus souvent séjourner à Florence chez Fanny et Thomas Trollope où, cependant, William Rowland Taylor, bien que désormais éloigné de sa femme, les rejoint de temps à autre. Maria est également devenue correspondante de presse et, à ce titre, passe quelques mois en Afrique du Nord d'où elle poursuit ses chroniques et ses dessins pour le London Standard auquel elle a collaboré pendant douze ans,.

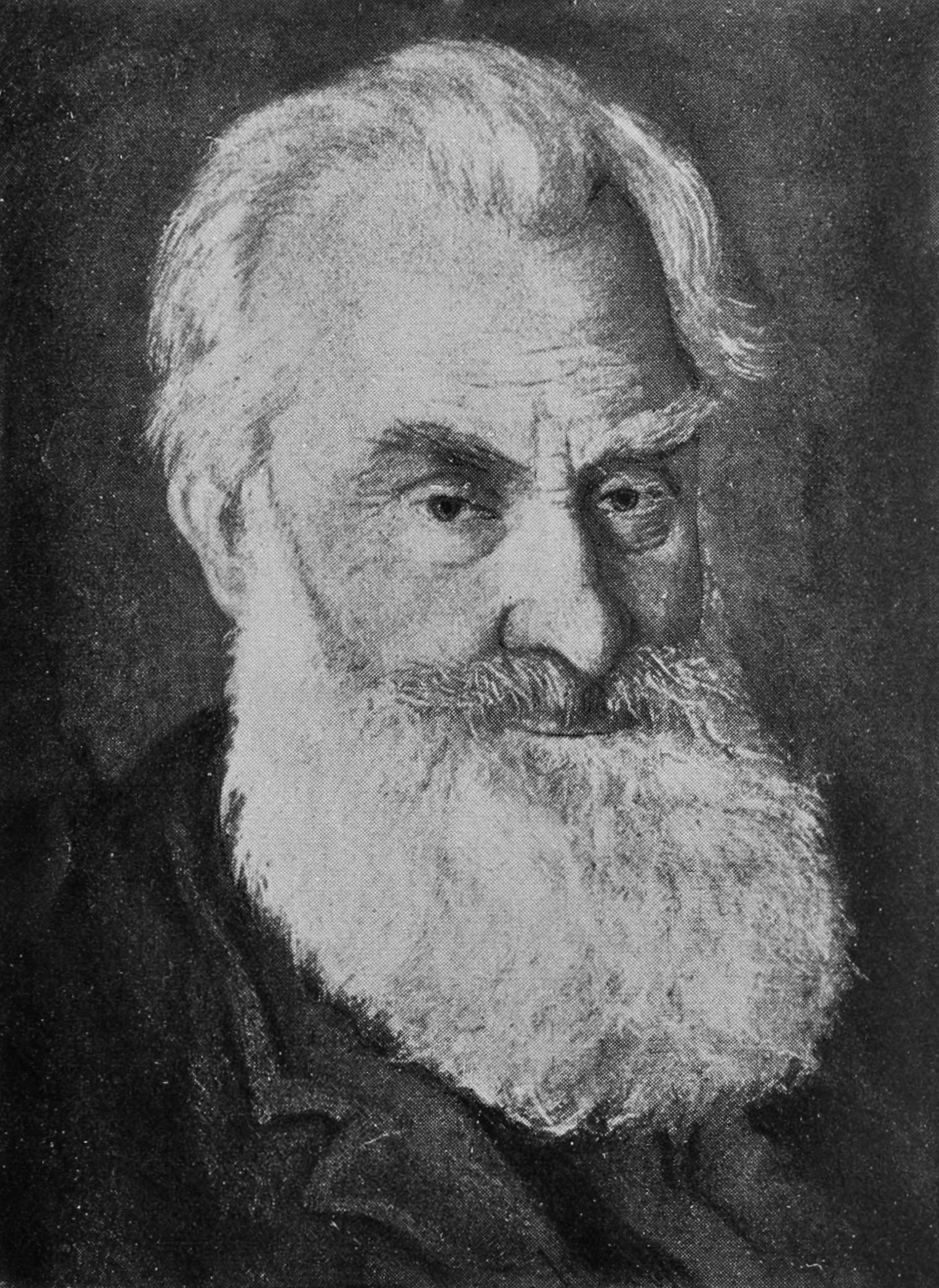
Thomas Adolphus Trollope, le beau-frère d'Ellen, vers 1888.

Fanny s'est mariée trois ans après Maria, le 29 octobre 1866. Elle a épousé son employeur, Thomas Adolphus Trollope (1810–1892), de vingt-sept ans son aîné, veuf et père d'une fille, Beatrice, dite à l'italienne « Bice », dont elle est la gouvernante (governess) depuis le décès de sa mère. Ce beau-frère d'Ellen est le frère cadet d'Anthony Trollope (1815-1882), l'un des plus célèbres romanciers de son temps, et lui-même auteur de récits de voyage, historiques ou de fiction, et collaborateur de nombreux journaux ou périodiques. À son contact, son épouse est aussi devenue femme de lettres, quoique mineure, auteur, entre autres, de Aunt Margaret's Trouble (« Le Souci de tante Margaret ») (1866) et de Mabel's Progress (« Le Voyage de Mabel ») (1867), qui ont été publiés anonymement dans All the Year Round par Chapman and Hall. Après la mort de son mari en 1892, elle écrit une Vie (Life) de sa belle-mère, l'écrivaine Frances Trollope (10 mars 1780–6 octobre 1863), femme de lettres presque aussi célèbre que son fils Anthony, et certaines de ses œuvres ont été confiées à Household Words, la revue de Dickens.
Ainsi, bien que Fanny soit connue pour avoir exprimé quelque hostilité envers Dickens, c'est bien en Italie, en particulier à Rome et à Florence où Ellen retrouve ses sœurs, que « la maîtresse cachée de Dickens » passe ses plus belles journées.

### L'accident de chemin de fer

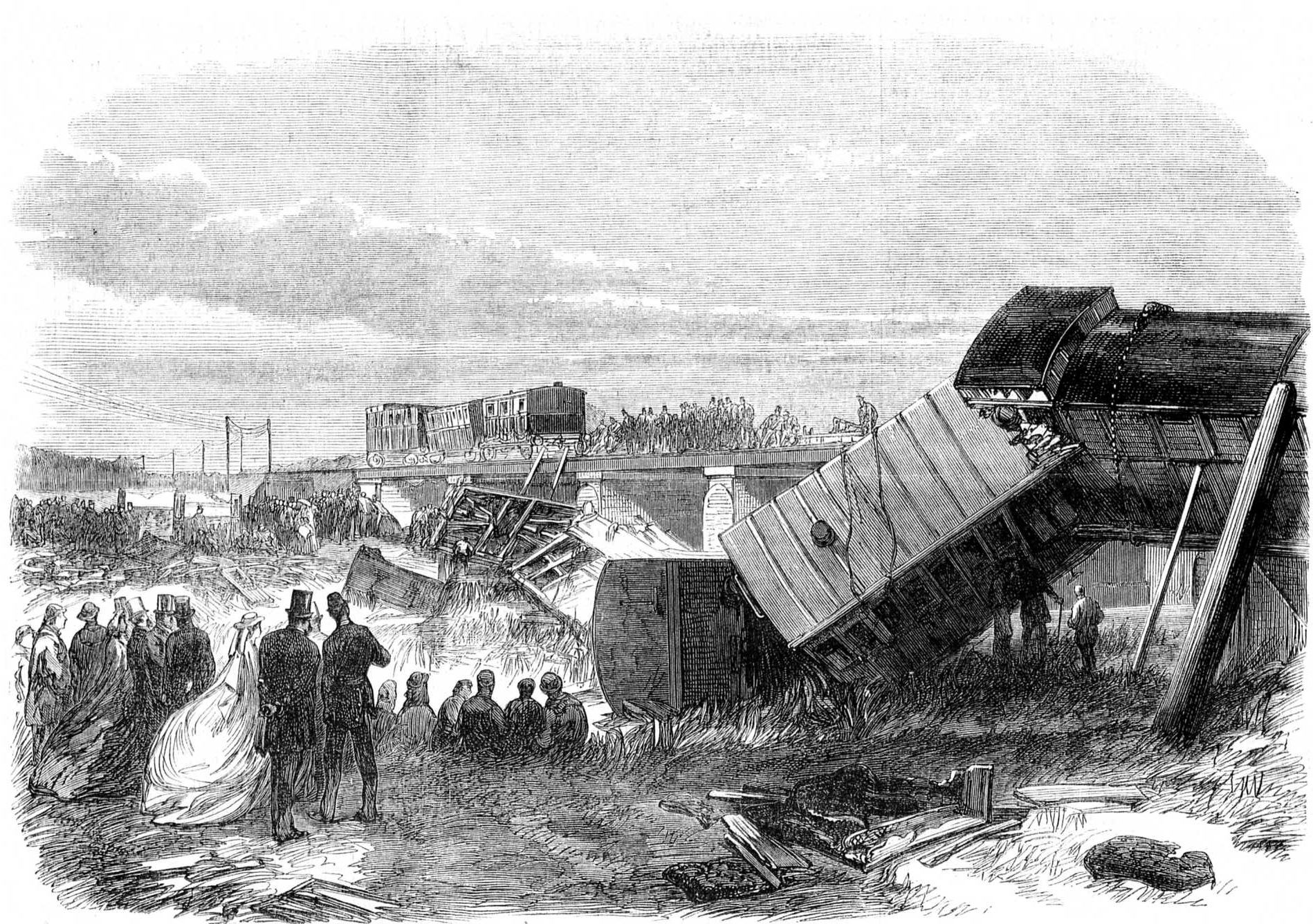
Le déraillement de Staplehurst (Illustrated London News). La voiture où voyagent Ellen, sa mère et Dickens est à droite, en suspens sur un débris du pont.

Elle est victime d'un grave traumatisme physique et psychologique alors qu'elle revient d'un voyage en France en compagnie de sa mère et de Dickens.
Le train (boat train), le « Folkestone Boat Express », familièrement appelé tidal train par les Victoriens, qui les ramène de France dans une voiture de première classe située en tête du convoi, lancé, d'après le colonel Rich chargé de l'enquête, à environ 30 miles à l'heure (soit 48,28 km), déraille entre Headcorn et Staplehurst le 9 juin 1865 après une erreur de maintenance des ouvriers chargés de la réfection des traverses ayant enlevé environ seize mètres de rails alors que le train est prévu plus tôt qu'ils ne le croient et sans que des fusées d'avertissement aient été prévues. Huit voitures de première classe basculent dans la petite rivière Beult, en contrebas d'un viaduc en poutres de bronze, peu élevé et dépourvu de rambardes, et de nombreux passagers restent coincés dans les décombres. Dickens, qui réussit, grâce à sa taille menue, à s'extirper par la fenêtre du compartiment, dégage tant bien que mal ses accompagnatrices, s'assure bientôt qu'Ellen et sa mère soient conduites à Londres, et, l'un des premiers, se porte au secours des blessés et assiste les mourants ; il a, a-t-il été rapporté, rempli son haut-de-forme d'eau qu'il distribue, associée au brandy d'une gourde trouvée dans les décombres, en particulier à un homme coincé sous une voiture et une femme le dos appuyé contre un arbre, qui devaient d'ailleurs mourir tous les deux de leurs blessures peu après,.
Nelly, elle, a été sérieusement touchée au bras gauche qui en restera fragilisé ; il n'est pas rare, en effet, qu'elle esquisse des années plus tard, alors qu'elle vit à Margate, une grimace de douleur, surtout lorsqu'elle tient les rênes de son poney.
Dickens, cependant, craignant que la vérité de ses relations avec la jeune femme ne soit découverte, intervient avec insistance pour que le nom des Ternan soit supprimé des comptes-rendus de presse, et il s'abstiendra de témoigner lors de l'enquête officielle (inquest) à laquelle il a pourtant été convoqué,. Cet accident se soldera par dix morts et quarante blessés, dont quatorze grièvement,.
Lors de la publication de L'Ami commun en 1865, Dickens ajoute une postface qui revient sur cet accident. En réalité, le déraillement a failli lui coûter le dernier épisode de son roman, car il y a travaillé en France et le manuscrit est resté dans une poche de son manteau. Après le choc et les premiers secours, pendant lesquels il s'est dépensé trois heures durant, il se rappelle soudain les feuillets, réussit non sans mal à se hisser à nouveau dans la voiture suspendue à l'oblique et y récupère ses documents.
Sa narration, empruntant le mode humoristique, décrit les personnages comme de réels passagers :
| « On Friday the Ninth of June in the present year, Mr and Mrs Boffin (in their manuscript dress of receiving Mr and Mrs Lammle at breakfast) were on the South Eastern Railway with me, in a terribly destructive accident. When I had done what I could to help others, I climbed back into my carriage—turned over a viaduct, and caught aslant upon the turn—to extricate the worthy couple. They were much soiled, but otherwise unhurt. The same happy result attended Miss Bella Wilfer on her wedding day, and Mr Riderhood inspecting Bradley Headstone's red neckerchief as he lay asleep. I remember with devout thankfulness that I can never be much nearer parting company with my readers for ever, than I was then, until there shall be written against my life, the two words with which I have this day closed this book:—THE END. » | « Le vendredi 9 juin de cette année, Mr et Mrs Boffin, en train de recevoir sous forme manuscrite Mr et Mrs Lamnle au petit-déjeuner, furent victimes avec moi d'un accident particulièrement destructeur sur la ligne de chemin de fer sud-est. Après avoir fait ce que je pouvais pour aider les autres, j'ai tant bien que mal grimpé à nouveau dans mon wagon, renversé sur un viaduc et arrêté à l'oblique, pour en extirper ce valeureux couple. Ils étaient souillés de la tête aux pieds, mais heureusement sains et saufs. Le même sauvetage attendait Miss Bella Wilfer le jour de son mariage, tout comme Mr Riderhood qui s'occupait à scruter la cravate rouge de Bradley Headstone endormi. C'est avec une gratitude dont la ferveur ne me quittera que lorsque sera apposé à ma vie le mot dont j'ai aujourd'hui scellé ce livre : FIN, que je me rappelle n'avoir jamais été aussi près de dire à jamais adieu à mes lecteurs qu'en ce jour-là. » |

Bouleversé par ce qu'il a vu, et ce traumatisme ne le quittera plus, Dickens se préoccupe avant tout du bien-être de sa protégée, donnant instruction à sa servante de lui porter quelques présents en réconfort : « Portez demain matin à Miss Ellen un petit panier de fruits frais, un pot de crème épaisse… et un poulet, un couple de pigeons, ou quelque autre petit volatile agréable. Le mercredi matin et le vendredi matin aussi, portez-lui d'autres choses du même genre, avec un peu de variété chaque jour » (« Take Miss Ellen tomorrow [sic] morning, a little basket of fresh fruit, a jar of clotted cream… and a chicken, a pair of pigeons, or some nice little bird. Also on Wednesday morning, and on Friday morning, take her some other things of the same sort – making a little variety each day »). Désormais, Dickens attribue un nom de code à Ellen, « La Patiente » (The Patient), qu'il utilise dans sa correspondance chaque fois qu'il se réfère à elle,.

### La quasi clandestinité
Nelly, désormais, rend de plus en plus visite à sa sœur à l'étranger, et sa vie se fait quasi clandestine, Dickens ne voulant à aucun prix révéler sa liaison, si mal en accord, il est vrai, avec les valeurs qu'il défend dans ses œuvres, celle de la famille, en particulier. Bien peu d'amis sont invités au domicile d'Ellen ; la jeune femme ne fréquente presque personne en dehors de sa mère et de ses sœurs. Elle s'occupe en cultivant les langues étrangères, lit beaucoup, commente les œuvres de Dickens, relit leurs épreuves et il lui arrive même de le conseiller. Il aime à discuter avec elle des affaires du monde et elle est toujours présente lorsqu'il a besoin de réconfort. D'ailleurs, il a été noté que les lectures publiques de Dickens, tout comme son art des planches, ont beaucoup progressé depuis qu'il la connaît. Les deux amants font de longues marches ensemble et Nelly apprend et pratique l'équitation. Désormais, l'actrice quelque peu en vogue est devenue une femme invisible.
Personne pourtant ambitieuse, sa vie s'est comme arrêtée et elle est restée dans l'ombre ; nombre de critiques ont jugé que son existence a été plutôt médiocre et qu'elle a accepté cette relative « médiocrité » parce qu'elle n'avait plus le choix.
Telle est la thèse, en particulier, qu'exprime André Maurois.

## Une vie médiocre?
André Maurois est en effet d'avis qu'Ellen Ternan a vécu au rabais. En cela, il représente la critique de la première moitié du XXe siècle qui a vu en cette jeune femme une intrigante, quelque peu falote et écervelée, ayant réussi à séduire un grand homme au faîte de sa gloire. Des travaux plus récents brossent un portrait tout différent de celle qui, en effet, est devenue la maîtresse de Dickens : vive, intelligente, intellectuellement active, cultivée, et très agréable en société.

### «Intelligente et volontaire» (Peter Ackroyd)

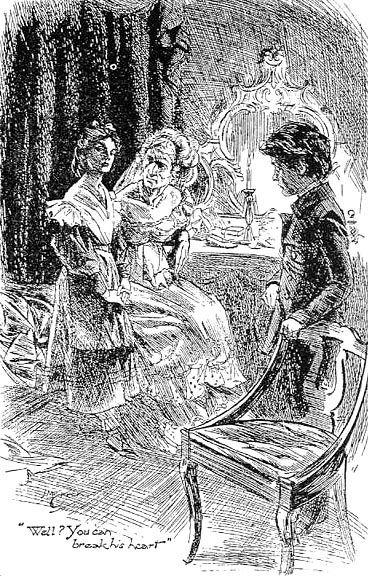
Estella, avec Miss Havisham et Pip, par H. M. Brock, dans Les Grandes Espérances.
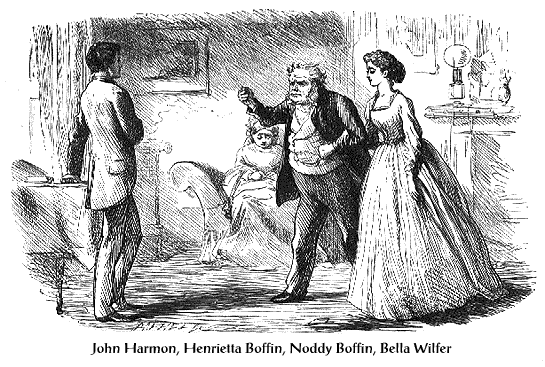
Bella Wilfer, avec Harmon et les Boffin dans L'Ami commun.
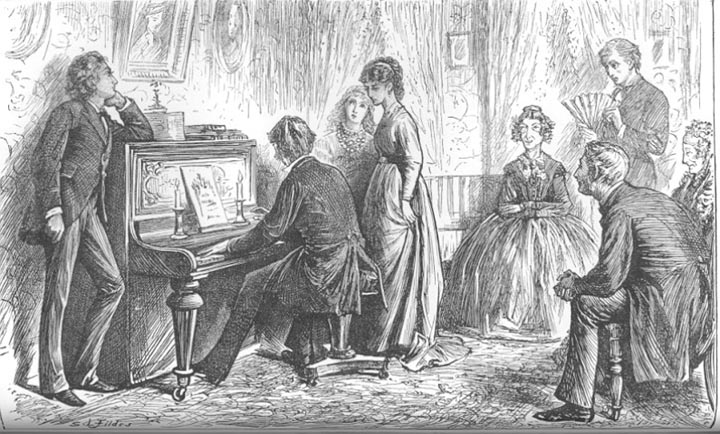
Helena Landless, debout près du piano, par Sir Luke Fildes dans Le Mystère d'Edwin Drood.

D'ailleurs, Peter Ackroyd, qui ne s'y trompe pas, écrit d'Ellen Ternan qu'« elle était volontaire et à l'occasion dominatrice […] très intelligente et, pour une femme ayant reçu pour toute éducation une enfance passée sur les planches du théâtre itinérant, remarquablement cultivée » (« self-willed, and could on occasions be rather domineering […] she was highly intelligent and, for a woman who had been educated only in the course of a peripatetic theatrical-childhood, remarkably well read »). Et E. D. H. Johnson, quant à lui, de noter le changement qui s'opère dans l'œuvre de Dickens à partir de 1858, précisant en particulier que « le nom de la jeune femme [Ellen Ternan] a certainement influencé le choix de celui des héroïnes dès les trois derniers romans, « Estella » dans Les Grandes Espérances, « Bella Wilfer » dans L'Ami commun et « Helena Landless », dans Le Mystère d'Edwin Drood » (« The girl's name certainly influenced the naming of the heroines of the last three novels, Estella in Great Expectations, Bella Wilfer in Our Mutual Friend, and Helena Landless in The Mystery of Edwin Drood. »),,. Il ajoute que leur tempérament volontaire, voire impérieux, représente une rupture d'importance par rapport à l'« idéal de douce sainteté » (« saintly meekness ») qu'incarnent Florence Dombey de Dombey and Son, Agnes Wickfield de David Copperfield, Esther Summerson de Bleak House et Amy, la Petite Dorrit. De plus, il est évident, selon lui, et ce n'est pas la plus insignifiante de ses observations, que « les dernières œuvres de Dickens explorent sans le moindre doute la passion sexuelle avec une intensité et une acuité sans précédents dans son œuvre » (« And there can be no mistaking that Dickens' later fiction explores sexual passion with an intensity and perceptiveness not previously apparent. »),,. Enfin, il semble que Le Mystère d'Edwin Drood ait été inspiré par un fait-divers lié à la famille Ternan lorsqu'un des nombreux frères du père de Nelly, parti un jour en promenade, n'est jamais revenu.
Indépendamment de l'œuvre de Dickens, Ellen et sa sœur Fanny ont elles-mêmes écrit des pièces de théâtre et publiquement exprimé leurs opinions politiques : très conservatrices, elles ont milité contre les mouvements libéraux et ont rejoint une association s'opposant à la promotion du suffrage universel, The Anti-Suffrage Union.

### L'objet d'«un amour passionné» (Claire Tomalin)

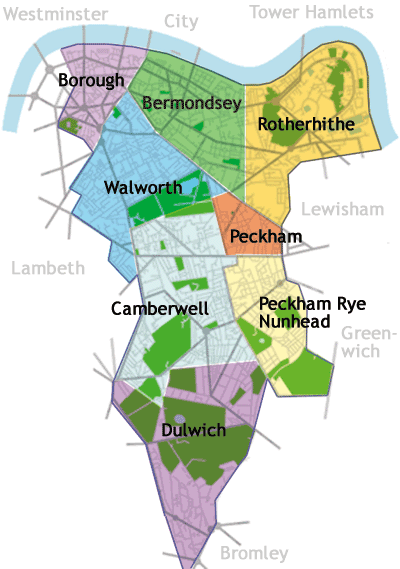
Peckham (en orange), district de Southwark, où Dickens a logé Ellen Ternan.

Que Dickens ait passionnément aimé Ellen Ternan est désormais établi. « Vous ne pouvez imaginer à quel point je l'aime ! », écrit-il confidentiellement dès 1857 à Mrs Watson. En fait, ce n'est qu'après la publication par Gladys Storey (1897-1978) en 1939 de son livre Dickens et sa fille (Dickens and Daughter) qu'ont été connus les détails de la liaison. Kate, amie de l'auteur, lui confie que son père et la jeune actrice ont eu un fils mort à quatre jours. Cette naissance serait également attestée par l'entrée sibylline dans le journal intime de Dickens relative à Slough : Arrivée et Perte (Arrival and Loss), datée d'avril 1857. Il se peut même qu'il y ait eu plusieurs grossesses, et Nelly aurait plus tard fait allusion, mais il s'agirait d'une révélation de troisième main, à « la perte d'un enfant » (« a lost child »).
Gladys Storey ne corrobore pas formellement les dires de Kate, mais à son décès en 1978, divers documents ont été découverts dans une vieille armoire de sa maison, ensemble déposé au musée Charles Dickens, le Dickens House Museum de Doughty Street, et resté longtemps inexploité. C'est Claire Tomalin qui l'a répertorié et analysé, recherche dont les conclusions confirment les faits révélés, précisant même que Dickens et sa maîtresse ont vécu en couple à Slough (Church Street) dans le Buckinghamshire,, où Dickens se fait passer pour « Mr John Tringham of Slough » ou encore « Mr Turnan »,, à Windsor Lodge, Peckham, dans le district londonien de Southwark, où les deux amants prennent, là encore, des noms d'emprunt, et aussi en France, en particulier à Boulogne-sur-Mer (et notamment dans le chalet de Condette à proximité du Château d'Hardelot), ; et Michael Slater explique, documents (lettres, acte notarié) à l'appui, que le romancier a acheté une vaste demeure pour Nelly, tenue par deux domestiques, au 2 Houghton Place, Ampthill Square, Paroisse de St. Pancras, où elle a vécu de 1859 à 1862 (voir L'affaire du bracelet), ce que corrobore aussi Claire Tomalin,. Pendant toutes ces années, Ellen, désormais oisive, emploie son temps à « se servir de ses cellules grises pour se cultiver » (« using her brains to educate herself »), comme l'a confié Kate Perugini à Gladys Storey. Lorsque Dickens et elle sont séparés, la correspondance transite par William Henry Wills (1810-1880) rédacteur en chef adjoint de Household Words et All the Year Round, par exemple lors de son séjour en Amérique en 1867-1868.

### Le partage à regret d'une intimité?
Pour autant et malgré les largesses de son illustre compagnon, il n'est pas certain qu'Ellen Ternan ait volontiers accepté l'intimité d'un homme au-delà, surtout pour l'époque, de l'âge d'être son père. Les critiques ne sont, à ce sujet, pas tous de la même opinion. Gladys, sa fille, rapporte que sa mère parlait de Dickens en termes toujours élogieux : « Ma mère parlait très souvent de Dickens, écrit-elle. Elle en parlait toujours avec affection, disant quel homme bon c'était… Elle n'en parlait qu'en tant que grand homme et d'ami précieux et estimé » (« My mother very often talked about Dickens. She always spoke of him with affection and said what a good man he was… She just spoke of him as a great man, and a great and well-loved friend »). Le biographe Thomas Wright, quant à lui, la décrit comme regrettant amèrement sa liaison avec le romancier, commencée alors qu'elle était jeune et sans le sou, « s'accablant de reproches et s'éloignant de plus en plus de lui » (« assailing herself with reproaches and drawing daily further and further from him »).
D'après E. D. H. Johnson, qui demeure très prudent en la matière, il serait même vraisemblable qu'elle se fût longtemps refusée à lui et qu'il ne fût venu à bout de sa résistance que par une farouche détermination et un empressement de tous les instants. D'ailleurs, il semblerait que l'aspect physique de la relation ait pesé sur la conscience de Nelly jusqu'à la fin de ses jours ; Thomas Wright écrit à ce sujet : « Ellen, si elle a cédé à ses avances après la séparation, semble l'avoir fait sans chaleur et avec un sentiment chagriné de culpabilité » (« Ellen, if she had submitted to his advances after the separation, seems to have done so coldly and with a worried sense of guilt »), et il rapporte les dires du chanoine (canon) William Benham de Margate à qui elle se confiait ; dans sa lettre, le chanoine écrit : « c'est la dame à propos de laquelle il [Dickens] s'est querellé avec sa femme » (« the lady concerning whom he quarelled with his wife »), et il ajoute : « Je le tiens […] de sa propre bouche, elle répugnait à la seule pensée de cette intimité » (« I had it […] from her own lips, that she loathed the very thought of the intimacy »),.
Il est vrai qu'au temps de cette confidence, Ellen, Mrs Ellen Lawless Robinson, résidant à Southsea dans le Hampshire, était veuve et une dame des plus respectables retirée dans une petite ville de province. Georgina Hogarth, lorsqu'elle a appris que Thomas Wright rassemblait des documents en vue d'une biographie de Dickens, s'est montrée très soucieuse que certains détails « de nature privée » ne fussent pas publiés à l'encontre de son beau-frère, à quoi il lui a répondu qu'« il eût été cruel, en effet, de les révéler si prématurément » (« It would have been cruel to make such revelations at that early date ») ; de fait, sa biographie n'a paru qu'en 1935.

## Ellen Ternan après la mort de Dickens

### La rencontre avec George Wharton Robinson
En effet, après la mort de Dickens en 1870 (pendant laquelle, en compagnie de Georgina Hogarth, sa jeune belle-sœur restée avec lui, qui l'a envoyé chercher, elle n'a pas quitté l'agonisant), Ellen Ternan, qui désormais s'habille de noir, endeuillée qu'elle est, dit-elle, par la mort de deux amis,, voyage beaucoup à l'étranger, en France et en Italie, et rencontre en 1871, alors qu'elle séjourne à Oxford chez sa sœur Maria, George Wharton Robinson, né à Liverpool dans le Lancashire et en cours d'études (undergraduate) de théologie à l'université. C'est un jeune homme né en 1850, donc âgé de vingt-et un ans, fervent et quelque peu mystique, à la barbe extravagante selon certains témoins, et se destinant au sacerdoce ; Ellen correspond avec lui pendant presque six années, au bout desquelles George Robinson, désormais âgé de presque vingt-sept ans et titulaire de son diplôme, lui propose le mariage qui est célébré le 31 janvier 1876 en l'église paroissiale de Kensington. Bientôt, Ellen, devenue Mrs Robinson, âgée elle aussi, pense-t-on, de vingt-sept ans mais en réalité, puisqu'elle est née en mars 1839, de trente-sept et neuf mois,,, persuade son mari d'abandonner son projet de cure et de fonder avec elle une école de garçons,.

### L'école de Margate

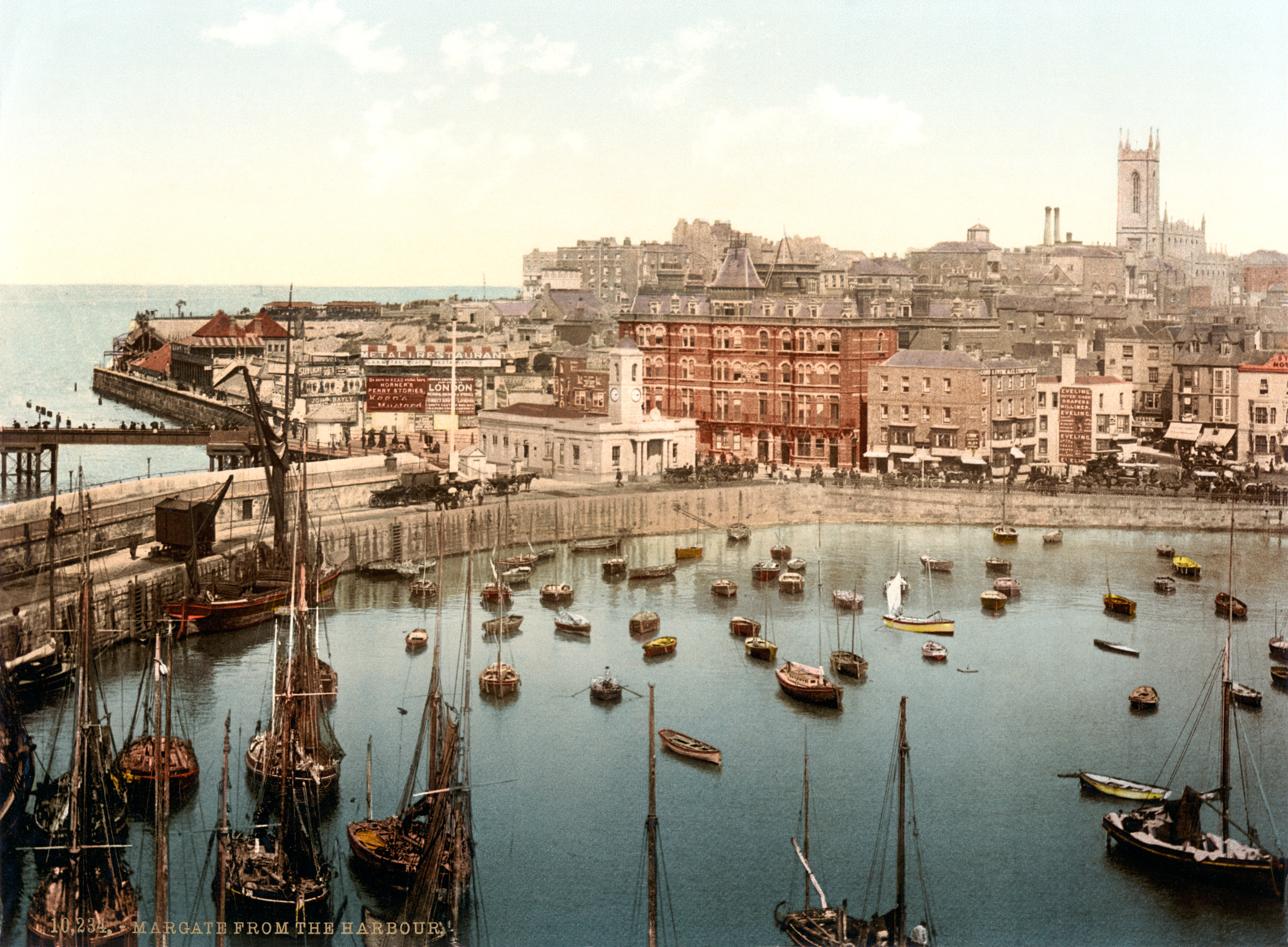
Margate, vers 1897.

À partir de 1878, les Robinson exercent donc la profession de maîtres d'école dans leur établissement de Margate (Margate High School), situé 3, The Grove ; le révérend George Robinson, M.A. Oxford (Master of Arts), en assure la direction et l'école fleurit passablement. Deux enfants sont nés, Geoffrey et Gladys, que les parents mettent dans d'excellentes pensions. La maisonnée a deux domestiques, Eliza Burden, cuisinière, âgée de 22 ans, et Mary Hill, 16 ans, bonne à tout faire. Lui passe ses loisirs à faire de l'aviron et à écrire des vers latins ; Ellen enseigne l'allemand et le français, donnant de surcroît des cours d'élocution. Elle excelle à produire des saynètes jouées par ses élèves. Elle aime aussi à parcourir la lande au sommet de la falaise dans son petit cabriolet que tire un poney.
Son mari et elle jouissent de l'estime des élèves et de leurs parents, mais George tombe malade et peu à peu, l'école périclite et doit, quelque huit années plus tard, être vendue. Désormais, la famille vivote et se voit contrainte de déménager dans un quartier moins huppé de la ville, puis dans différents faubourgs de Londres. Ellen est même conduite à vendre la maison que Dickens lui a offerte à Ampthill Square pour renflouer les caisses et le couple tente sans succès la gestion d'un jardin de maraîcher près d'Oxford.
Les sœurs d'Ellen, elles, vivent sur la côte sud de l'Angleterre : après son retour d'Italie, Thomas et Frances Trollope passent deux ans dans le Devon (comté), mais Thomas décède le 1er novembre 1892 à Clifton, près de Bristol (Angleterre), et Fanny, sa veuve, part rejoindre sa sœur Maria, installée à Southsea, près de Portsmouth dans la pointe sud de l'île de Portsea, comté du Hampshire. Lorsque cette dernière meurt en 1903, George insiste pour se rapprocher de Fanny et le couple Robinson déménage lui aussi pour la petite station balnéaire où il subsiste péniblement en donnant des cours de français à des étudiants et des visiteurs de passage.
Le révérend George Robinson, cependant, succombe en 1911 à l'âge de soixante ans, et Ellen se retrouve désormais seule pour subvenir à ses besoins.

### Une société provinciale sous le charme

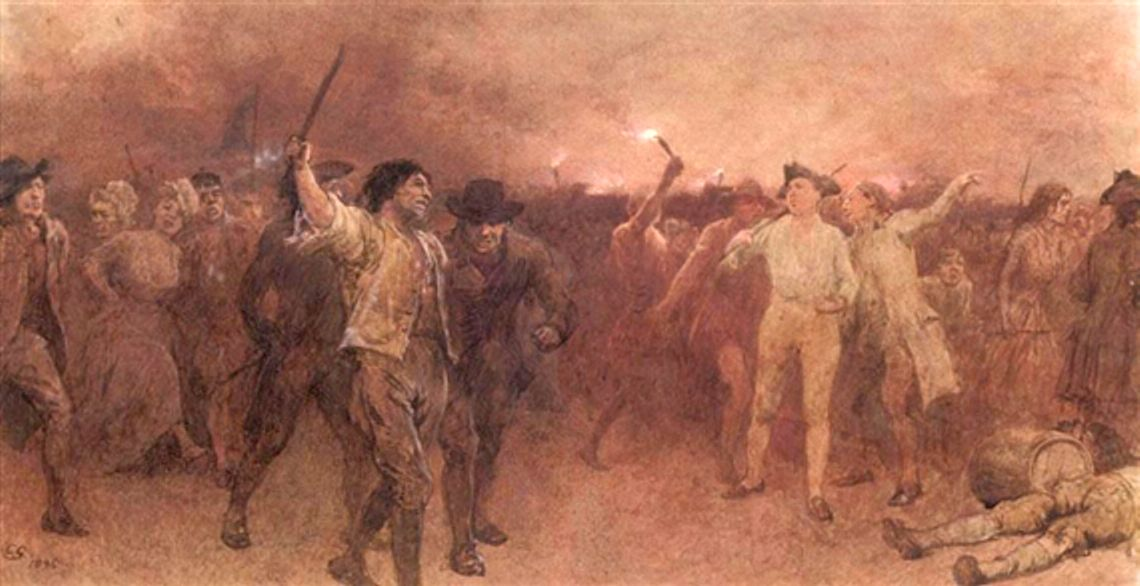
Les émeutes dites « de Gordon », dont Ellen déclame la description (Barnaby Rudge).

Mrs Ellen Robinson a depuis longtemps conquis la petite société provinciale par son charme et sa vivacité ; elle est décrite comme souriante et affable avec tous, dévouée aux causes charitables, se penchant plus particulièrement sur le sort des orphelins, grande liseuse d'ouvrages de qualité, Schiller, Hume, Arnold par exemple, sans cesse décrivant ses dernières trouvailles littéraires. Elle brille en compagnie lors des tea parties, capable de déclamer des pages entières de Shakespeare et de citer nombre d'écrivains ; elle se passionne pour les activités sportives et paraît toute dévouée à ses enfants, particulièrement à son fils. De temps à autre, elle organise des charades (sortes d'énigmes présentées en tableaux vivants outre-Manche), des concerts, des récitations de quelque poésie par elle composée ou de passages extraits de l'œuvre de Dickens. Elle est à l'aise en représentation, se laissant parfois aller par un soudain éclat à déclamer l'histoire d'une émeute, celle que contient Barnaby Rudge par exemple. Les gens qui fréquentent Mrs Robinson, et qui ignorent tout de ses antécédents, sont d'avis que cette jolie jeune femme aurait très bien pu faire carrière sur la scène.

### La fin de l'aventure

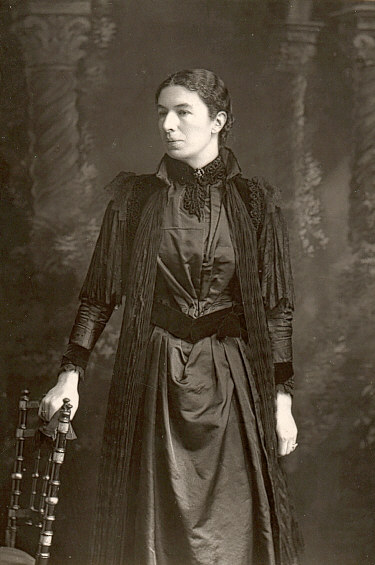
Mrs Humphry Ward (c. 1890), dont Ellen et sa sœur rejoignent la ligue contre le suffrage universel.

Cependant, l'aîné des enfants, Geoffrey, une fois son éducation secondaire achevée, a besoin d'argent pour acheter un grade d'officier dans un régiment de Sa Majestée et payer son logement et ses études à Sandhurst. Malgré le legs de Dickens, une somme de 1 000 £ et la rente qu'elle génère, à l'époque pourtant jugée par son donateur « suffisante pour qu'elle n'ait plus à travailler », Ellen peine à rassembler les fonds nécessaires, mais avec l'aide de ses deux sœurs, réussit à financer les études supérieures de son fils. D'ailleurs, certains commentateurs font remarquer qu'elle s'arrange toujours pour trouver une solution à ses difficultés.
Restée veuve, Ellen Ternan partage une maison avec Fanny, à Victoria Grove, Southsea, où elle demeure jusqu'à la fin de ses jours, donnant avec sa sœur, comme elle le faisait précédemment avec son mari, des leçons de français. Les deux femmes s'adonnent aussi à l'écriture et composent quelques pièces de théâtre engagées en faveur du parti tory, clouant les libéraux au pilori et vilipendant le suffrage universel. D'ailleurs, elles rejoignent pour un temps les rangs d'une ligue opposée à l'extension du vote aux femmes, The Anti-Suffrage Union, fondée à la suite de mouvements nés dès 1889 avec Mary Augusta Ward (Mrs Humphey Ward), qui en devient la présidente en 1908,.
Fanny décède en 1913 et Ellen, désormais seule survivante de la famille Ternan, meurt l'année suivante le 25 avril 1914 à soixante-quinze ans, d'une récidive de cancer du sein, alors qu'elle est en visite au 18 Guion Road, Fulham, Londres. Son fils fait transporter sa dépouille à Southsea, où elle est inhumée auprès de son mari dans le cimetière de Highland Road,, non loin, pure coïncidence, du premier amour de Dickens, Maria Beadnell.

## Le passé révélé

### De vieilles boîtes de papiers
Malgré ses difficultés financières, Ellen n'a jamais songé à écrire le récit de son aventure avec le célèbre romancier qui avait été son amant. En fait, c'est seulement après sa mort que son fils Geoffrey, en classant les papiers de la famille, découvre avec stupéfaction le passé de sa mère. De vieilles boîtes remplies de papiers, il exhume en effet certains documents qui lui apprennent qu'elle a été actrice : ainsi, un prospectus de théâtre, daté du 24 août 1857, citant dans la distribution le nom de sa mère et de ses deux tantes. Il lit aussi qu'à cette date, sa mère est décrite comme ayant dix-huit ans, et, à son grand désarroi, en conclut qu'elle est considérablement plus âgée qu'elle ne l'a dit. Parmi ces documents se trouvent également des lettres en provenance de l'Europe entière, et certaines d'entre elles sont des lettres d'amour émanant du plus célèbre des romanciers du XIXe siècle. Il s'en ouvre au seul des fils de Dickens encore en vie, Sir Henry Dickens (Harry), qui confirme les faits.

### Le fils en état de choc

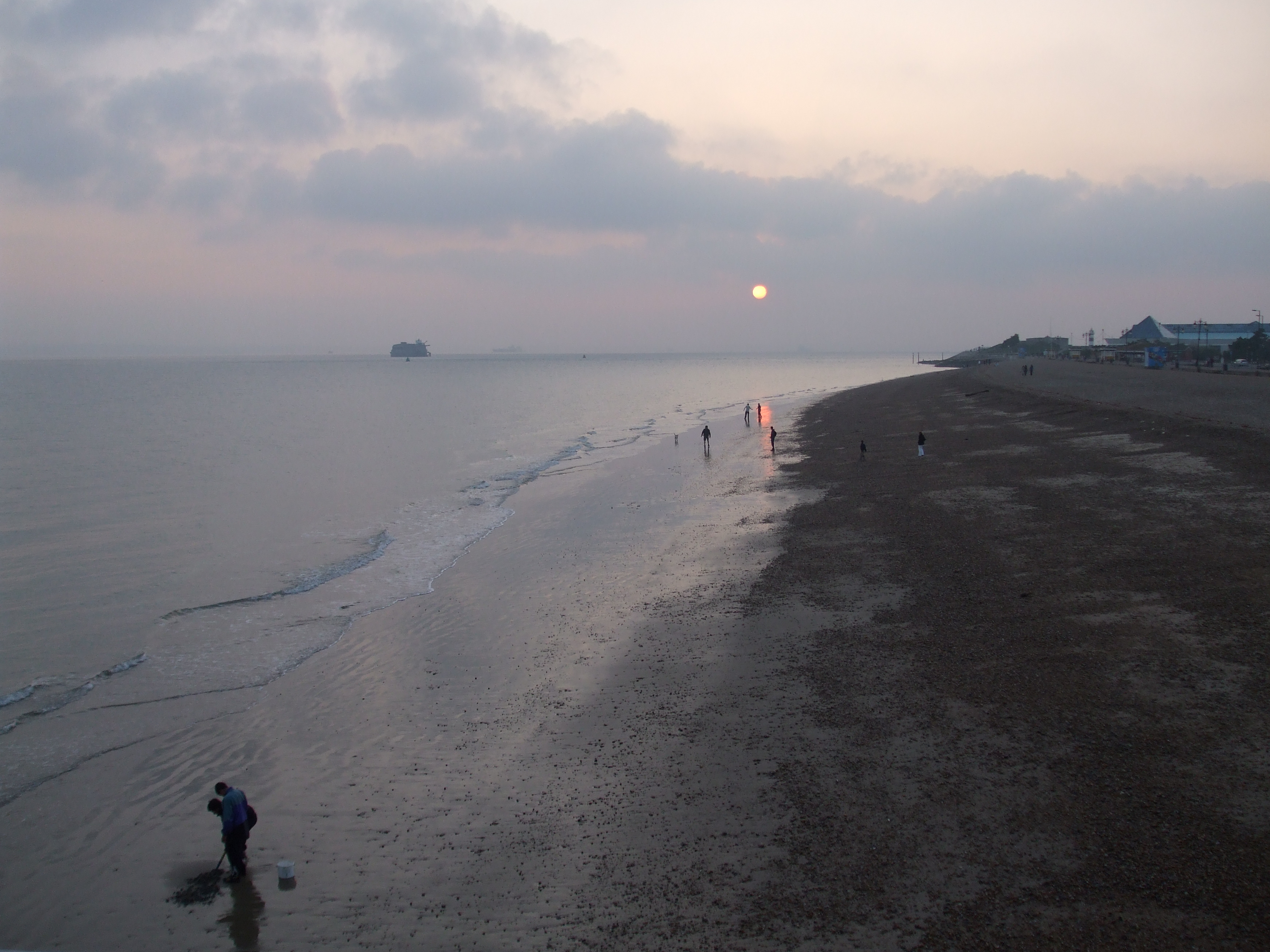
La plage de Southsea où Ellen Ternan Robinson aime à se promener.

Devenu militaire de carrière très conservateur, Geoffrey Wharton Robinson, qui vient d'échapper au massacre sur le front, est profondément choqué de ce qu'il a découvert sur le passé de l'excellente paroissienne qu'il a connue, cette dame responsable des bonnes œuvres et de la Sunday School, à l'éducation parfaite, cultivée et éprise du devoir. Pour lui, la vie entière de sa mère n'a été que mensonge, celle d'une femme en réalité issue d'« une longue lignée de Bohémiens prêts à divertir n'importe qui pour le prix d'un billet » (« from a long line of Bohemians who entertained anyone who could come up with the price of a ticket »), qui plus est se prétendant bien plus jeune qu'il ne l'a cru. Il en ressent de la honte et de la colère, et il brûle tous les documents exhumés, se refusant désormais à prononcer le nom de sa mère,,, non plus, d'ailleurs, que celui de Dickens, allant jusqu'à éteindre la radio chaque fois que le programme traite du romancier.
Gladys, sa sœur, se montre bien plus indulgente et regrette qu'il ait détruit les papiers qui lui auraient permis d'en savoir davantage sur le passé insoupçonné de la mystérieuse Ellen Ternan Robinson.
Lors de la préparation du livre de Gladys Storey, paru en 1917, Katey Dickens, dont les confidences forment l'essentiel de l'ouvrage, a déclaré au sujet des relations de son père avec Ellen Ternan que cela avait fait de lui « un fou » (a madman). « Cette affaire a exacerbé le pire en lui, ajoute-t-elle, ce qu'il y avait de plus faible. Il se moquait éperdument  de ce qui pouvait arriver à chacun de nous » (« This affair brought out all that was worst--all that was weakest in him. He did not care a damn what happened to any of us »).
Les enfants d'Ellen Ternan Robinson ont longtemps survécu à leur mère : Geoffrey est mort en 1959 et Gladys, Mrs Gladys Eleanor Wharton Reece, en 1973, tous les deux sans descendance. Plus tard, il est apparu, sans que cela ait été formellement confirmé, que Helen Florence Wickham (1884-1982), peintre, sculpteur et potier, fille de Henry Thomas Wickham de Batcombe (Somerset), aurait été la fille adoptive d'Ellen Ternan. C'est cette artiste, en tous les cas, qui a été nommée exécutrice testamentaire et légataire des biens de Gladys Reece à son décès.
La vie d'Ellen Ternan garde, on le voit, certains de ses mystères.

## La muse de Dickens

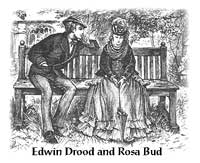
Rosa Bud, avec Edwin (Le Mystère d'Edwin Drood).

Katey, la propre fille de Dickens, outre les critiques sur les réactions de son père après qu'il l'a connue, a rendu grâce à Ellen d'être « venue comme une bouffée de printemps dans sa rude vie de labeur » (« came like a breath of spring in bis hard-working life »).
Indépendamment, en effet, des relations sentimentales et sans doute intimes qu'Ellen Ternan a entretenues avec le plus célèbre romancier britannique de son temps, nombre de critiques aujourd'hui voit en elle une compagne, pas toujours aussi empressée que Dickens l'eut souhaité, mais qui a redonné un sens à sa vie personnelle. Du jour où il l'a connue et malgré quelques épisodes moins heureux, il a trouvé en elle exactement ce qu'il reprochait à sa femme de ne plus avoir : la jeunesse et la sveltesse, la vivacité de l'esprit, la curiosité intellectuelle, l'amour des belles choses et des belles gens, le goût du voyage. C'est désormais avec elle que Dickens discute de ses œuvres, d'elle qu'il sollicite des avis, parfois un conseil, ou en reçoit qu'il n'a pas toujours demandé.
Ces critiques ont assez tôt souligné, en effet, l'influence souvent directe qu'Ellen a prise dans l'élaboration de ses sujets, soit qu'elle les aient directement, en partie du moins, inspirés, soit qu'elle ait suggéré ou encouragé les changements impartis à son œuvre, avec des héroïnes plus belles, plus farouches aussi, à la personnalité plus affirmée.
E. D. H. Johnson a été le premier a souligner le changement opéré en ces héroïnes, désormais moins en retrait et moins soumises, s'affirmant au devant de la scène et y prenant parfois un rôle prépondérant ; elles dictent leur volonté et ne sont plus des êtres asexués, mais font connaître au monde, dans toute la mesure du possible en un temps où les femmes restent assujetties juridiquement, socialement et moralement aux hommes, leurs désirs spécifiques, leurs aspirations personnelles et, quand elles l'osent vraiment, leurs frustrations. Voilà les héroïnes que dessine Dickens à partir de 1858, c'est-à-dire dans la dernière partie de sa carrière, celles de David Copperfield (Dora), des Grandes Espérances (Estella, et même Miss Havisham), de L'Ami commun (Bella Wilfer), du Mystère d'Edwin Drood (Helena Landless et Rosa Bud), sans compter des personnages mineurs apparaissant dans des nouvelles ou des pièces de théâtre, « femmes coquettes et capricieuses, intéressées, certes, mais aussi des femmes complètes, vivantes, authentiques… et féminines ». Là, Dickens est dans son élément et Ellen, semble-t-il, aussi : là en effet, la plupart du temps en termes voilés mais parfois plus ouverts, s'explorent les thèmes de la passion et du désir, et bien plus farouchement que jamais,.
À ce titre, souligne Sylvère Monod, « le plus grand service – peut-être le seul – qu'ait rendu Ellen Ternan à Dickens fut de lever la lourde hypothèque que faisait peser l'ombre de Catherine Hogarth sur une part capitale de sa création artistique ».

## Le destin d'Ellen Ternan dans la culture
Certes, Ellen Ternan n'est connue que parce qu'elle a été la maîtresse d'un grand écrivain, et en un temps où les liaisons extra-conjugales étaient jugées socialement inacceptables. De plus, les détails de cette liaison n'ont été révélés que fort tard et il y reste encore des points d'ombre. Telles sont les raisons principales qui donnent à cette jeune actrice de second plan une aura de mystère. Il y en a d'autres, sa grande différence d'âge avec Dickens, le secret qu'elle a gardé sur son passé lorsqu'elle a rencontré son mari et fondé une famille, la réaction de rejet qu'a manifesté son fils lors de sa découverte de la réalité.
Il n'est donc pas étonnant que la scène, l'écran, la musique s'intéressent à cette femme.

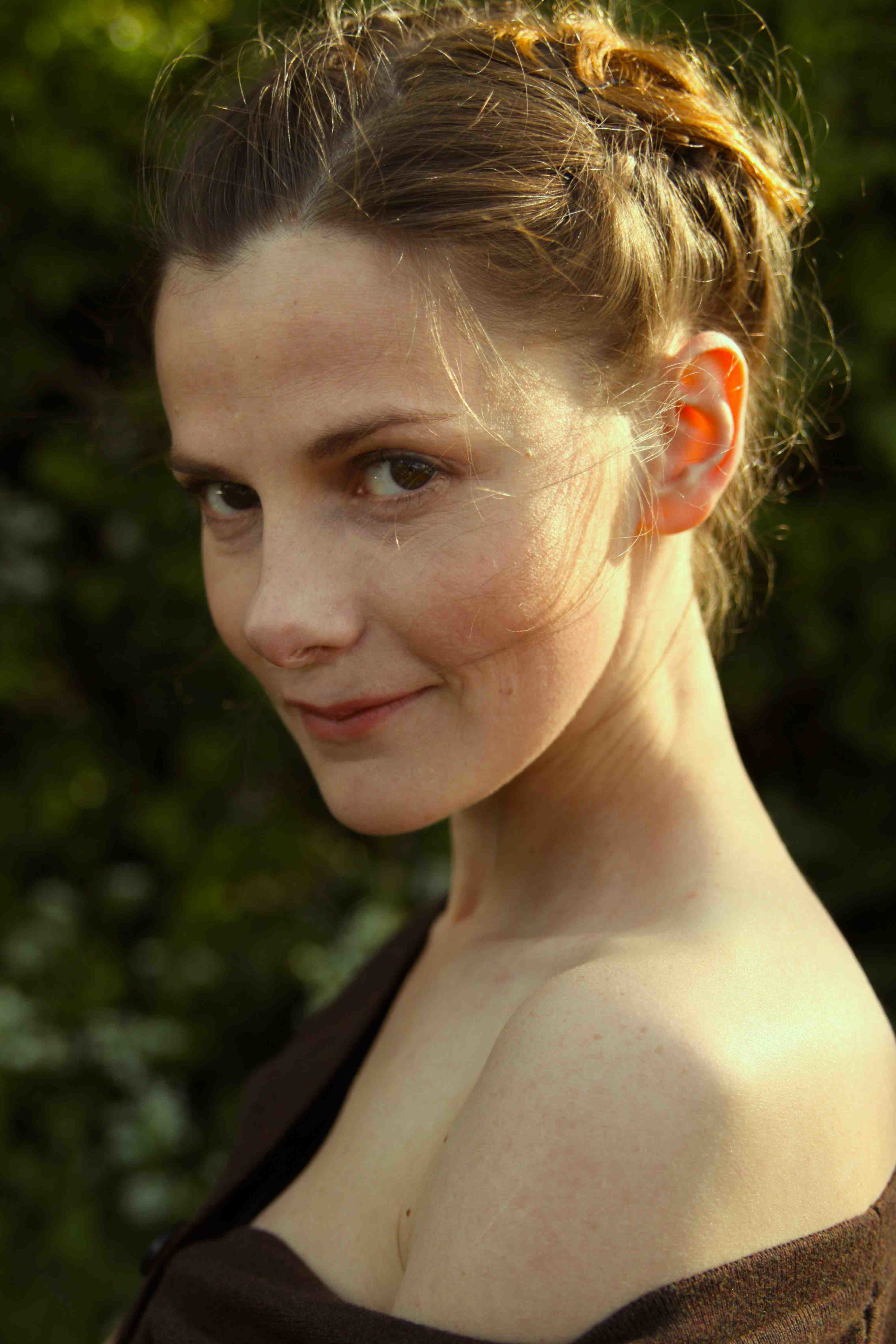
Louise Brealey (interprète d'Ellen Ternan).
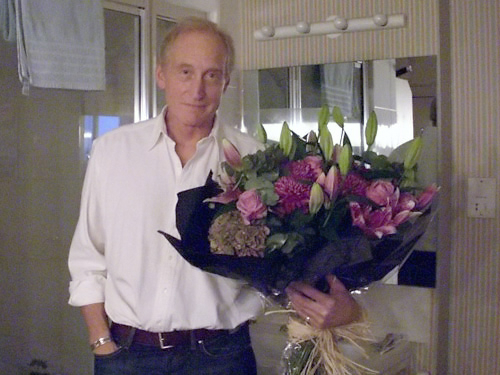
Walter Charles Dance (présentateur de Dickens' Secret Lovers).
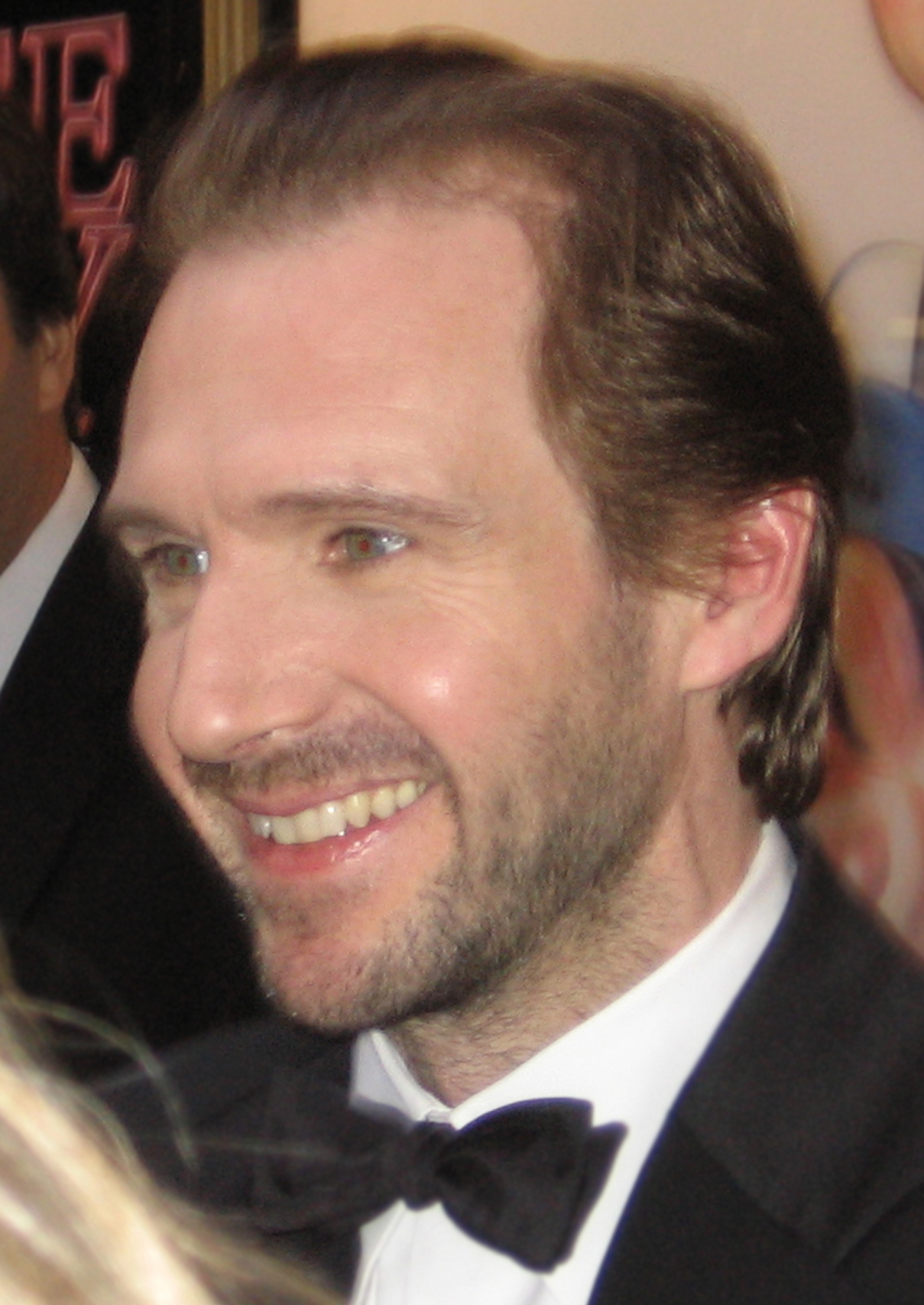
Ralph Fiennes (documentaire sur Dickens et Ellen).

Ainsi, la vie d'Ellen Ternan fait l'objet d'une pièce de Simon Gray intitulée Little Nell (amalgame entre le nom de Nelly Ternan et « la petite Nell » de Le Magasin d'antiquités), qui a été jouée au théâtre royal de Bath dans une mise en scène de Peter Hall, avec Loo Brealey dans le rôle-titre,.
De plus, la liaison d'Ellen et de Charles Dickens est retracée dans un documentaire-fiction, Dickens, présenté en 2001 par la BBC, et aussi dans une production télévisuelle, dirigée par Felicity Finch, de 2008 et intitulée Dickens' Secret Lover, qu'a diffusée Channel 4 le 16 juin 2008 avec une présentation de Charles Dance ; Amy Shiels y tient le rôle d'Ellen Ternan et David Haig celui de Dickens. Dans ce documentaire-fiction, Charles Dance rend grâce à Dickens et Ellen en déclarant : « Ellen fut la compagne d'une vie, l'épouse dont il avait vraiment besoin, et il eut au moins le courage de risquer le discrédit social et d'écouter son cœur. Je pense qu'en notre monde moderne, nous sommes sans doute plus enclins à accepter aujourd'hui que les grands créateurs ne sont pas toujours des êtres parfaits » (« Ellen was the life companion and wife he really wanted and at least he had the courage to risk social disgrace and follow his heart. I think in the modern world we may be more willing to accept now that high achievers aren’t always perfect human beings »).
Ellen Ternan apparaît aussi dans le roman Drood de l'écrivain américain Dan Simmons, dont le narrateur est censé être Wilkie Collins,.
Le comédien Ralph Fiennes a adapté l'histoire de Charles Dickens et de sa maîtresse, l'actrice, Nelly Ternan, telle que la raconte la biographe Claire Tomalin dans The invisible woman dans un film homonyme sorti en 2013.
Enfin, le château d'Hardelot (Pas-de-Calais) accueille en 2011 une exposition consacrée à Dickens, intitulée « Charles Dickens, The Inimitable », dans laquelle Ellen Ternan tient une large part.